# ADS 16402
ADS 16402 é um sistema estelar binário, composto por duas estrelas semelhantes ao Sol localizado a cerca de 453 anos-luz (139 pc) de distância na constelação de Lacerta. Ele foi identificado pela primeira vez por John Herschel em 1831. As duas estrelas estão separadas por 1.500 UA. A idade do sistema estelar é estimado em 3,6 bilhões de anos. A estrela secundária ADS 16402 B também é designada de HAT-P-1.

## Sistema planetário
Em 2006, o Projeto HATNet anunciou a descoberta de um Júpiter quente um tipo de planeta extrassolar gigante gasoso em órbita em torno da estrela secundária. Seguindo o esquema de designação usada pelo Projeto HATNet, a estrela secundária é conhecida como HAT-P-1, e o próprio planeta é designado de HAT-P-1b.